# Body & Soul (album)
Body & Soul – czwarty album studyjny Ricka Astleya, wydany w 1993 roku. Album uważany jest za porażkę, gdyż nawet nie znalazł się w zestawieniu UK Charts. Album przez tydzień utrzymywał się na miejscu #185 w zestawieniu Billboard 200 i osiągnął miejsce #28 we Włoszech. Album promowały dwa single. Po wydaniu tego albumu Astley na kilka lat odszedł z branży, jednak powrócił z nowym materiałem w 2001 roku.

## Lista utworów
1. „The Ones You Love” (D. West, R. Astley) – 4:40
2. „Waiting for the Bell to Ring” ((D. West, R. Astley) – 4:53
3. „Hopelessly” (R. Astley, R. Fisher) – 3:34
4. „A Dream for Us” (B. Roberts, R. Astley) – 6:07
5. „Body and Soul” (R. Astley) – 4:09
6. „Enough Love” (A. Morris, I. Devaney, L. Stansfield, R. Astley) – 4:07
7. „Nature's Gift” (A. Morris, I. Devaney, L. Stansfield, R. Astley) – 4:26
8. „Remember the Days” (R. Astley, R. Fisher) – 3:57
9. „Everytime” (D. West, G. Stevenson, R. Astley) – 4:53
10. „When You Love Someone” (R. Astley) – 4:14
11. „Stop Breaking Your Heart” – 4:13 (tylko w wydaniu japońskim)

## Twórcy

### Muzycy
- Rick Astley – śpiew
- Dave West – instrumenty klawiszowe, automat perkusyjny, organy, gitara basowa
- Richard Cottle – instrumenty klawiszowe, elektryczne pianino(utwory 3-5, 8)
- Jim Williams – gitara klasyczna (utwór 3)
- Tony Patler – gitara(utwory 4, 6-7, 9)
- Felix Krish – gitara basowa (utwór 8)
- Mark Brzezicki – perkusja (utwór 1)
- Ian Thomas – instrumenty perkusyjne (utwory 2, 4, 6-9)
- Nigel Hitchcock – saksofon, gitara (utwory 2, 4, 6, 8)
- Beverly Skeet – wokal wspierający (utwory 1-2)
- Derek Green – wokal wspierający (utwory 1-2, 4, 6-10)
- Paul 'T.J.' Lee – wokal wspierający (utwory 1-2, 4, 6-10)
- Gina Foster – wokal wspierający (utwór 10)

### Produkcja
- Gary Stevenson – dźwiękowiec
- Tom Lord-Alge – mixowanie
- Norman Mooore – projekt okładki
- Paul Cox – zdjęcia